# Скороход Анатолій Володимирович
Анато́лій Володи́мирович Скорохо́д (10 вересня 1930, Нікополь, Дніпропетровська область — 3 січня 2011, Лансінг, Мічиган, США) — український математик. Доктор фізико-математичних наук (1962), професор (1963), академік НАН України (1985), член Американської академії мистецтв і наук (2000).

## Біографія
Народився в сім'ї вчителів. З 1935 року сім'я мешкала в м. Марганець, а 1946-го — переїхала до м. Ковель (Волинська область).
1948 — з золотою медаллю закінчив середню школу в Ковелі та вступив до Київського державного університету ім. Т.Шевченка на фізико-математичний факультет.
Закінчив у 1953 році КДУ ім. Т.Шевченка, маючи на своєму рахунку 5 наукових праць, 3 з яких були опубліковані в провідних журналах СРСР. Тоді ж вступив до аспірантури при КДУ ім. Т.Шевченка та відбув продовжувати навчання в Москву.
1956 — у журналі «Теория вероятностей и ее применения» (Москва) опубліковано статтю Скорохода, яка давала суттєве узагальнення принципу інваріантності Донскера на значно ширший клас випадкових об'єктів.
1956 — отримав звання доцента. 1957–1964 — працював у КДУ ім. Т.Шевченка. Кандидат фізико-математичних наук (1957), доктор фізико-математичних наук (1962), професор (1964).
1964–2002 — працював в Інституті математики НАН України, головний науковий співробітник (у 1964–1992 рр. — завідувач відділу теорії випадкових процесів), водночас професор Київського університету.
1967 — став членом-кореспондентом Академії наук УРСР.
1968 — за участь у виступі групи українських інтелектуалів на захист конституційних прав громадян (підписав т. зв. «лист 137-ми») йому заборонили читати лекції студентам і керувати аспірантами.
У 1969–1982 роках був «невиїзним», не міг виступати на наукових конференціях за кордоном СРСР. За цей період опублікував 12 наукових книг і 12 (частково в співавторстві) науково-популярних видань. Відсутність вченого на міжнародних наукових форумах дала підставу для чуток, начебто «Скороход» — це збірне ім'я радянських математиків, які працюють в області теорії випадкових процесів (на кшталт французької групи Бурбакі).
Після повернення можливості виїзду за кордон брав участь у Міжнародному математичному конгресі (США, 1986), Міжнародному колоквіумі пам'яті П.Леві (Париж, 1987), відвідав Університет імені П'єра і Марії Кюрі (Париж, 1983) та Міжнародний інститут системного аналізу при ЮНЕСКО (Відень, 1984).
1985 — отримав звання академіка НАН України.
1988 — підтримав письмове звернення до міської адміністрації Києва з вимогою дозволити проведення першого екологічного мітингу в місті.
1989 — брав участь у висуненні перших альтернативних кандидатів у народні депутати СРСР. Брав участь у I з'їзді НРУ (1989).
З 1993 року жив у США, працював на посаді професора Мічиганського університету (США).
1996 — у Чилі відбулася наукова конференція, присвячена 40-річчю «простору Скорохода». 2007 — у Києві відбулася міжнародна наукова конференція «„Простір Скорохода“. 50 років потому».

Могила Анатолія Скорохода, Байкове кладовище

Наукові праці з теорії стохастичних диференціальних рівнянь, граничних теорем для випадкових процесів, розподілів у нескінченновимірних просторах, статистики випадкових процесів, марківських процесів.
Автор понад 450 наукових праць, серед яких 23 монографії (більшість із них перекладені та видані за кордоном), понад 300 статей у провідних наукових журналах, підручники. Головний редактор наукового журналу «Теорія ймовірностей та математична статистика», член редколегій низки вітчизняних і зарубіжних часописів. Підготував 56 кандидатів і 17 докторів наук.
Помер у 80-річному віці 3 січня 2011 року у місті Лансінг, штат Мічиган. Був кремований, прах похований у Києві, на Байковому кладовищі, на одній ділянці з братом Валерієм (50°24′56.17″ пн. ш. 30°30′5.79″ сх. д. / 50.4156028° пн. ш. 30.5016083° сх. д.).

## Нагороди
Державна премія України в галузі науки і техніки (1982, 2003).
Премія імені М. М. Крилова НАН України (1970).
Срібна медаль ім. М. В. Остроградського (2001).

## Список об'єктів, названих на честь Анатолія Скорохода
- Теорема Скорохода про вкладення
- Теорема Скорохода про зображення
- Простір Скорохода
- Інтеграл Скорохода[en]
- Задача Скорохода
- Вкладення Скорохода
- Метод одного ймовірнісного простору Скорохода

- Метрика Скорохода
- Топологія Скорохода

Пам'яті Анатолія Скорохода та його брата, матеріалознавця Валерія Скорохода, у 2024 році в Нікополі названа колишня вулиця Менделєєва (вулиця Академіків Скороходів).

## Науковий доробок (частковий)

### Українською мовою
Єжов І. І., Скороход А. В., Ядренко М. Й. Елементи комбінаторики. — К.: Вища школа, 1972. — 84 с.
Скороход А. В. Елементи теорії ймовірностей та випадкових процесів. — К.: Вища школа, 1975.
Скороход А. В. Лекції з теорії випадкових процесів. — К.: Либідь, 1990. — 168 с. — ISBN 5-11-001701-8.

### Російською мовою

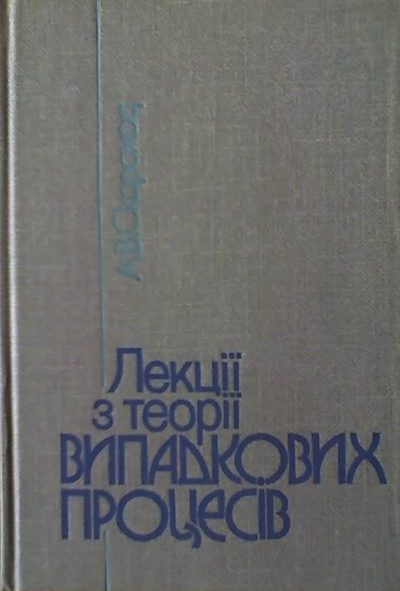

Скороход А. В. Случайные процессы с независимыми приращениями. — М.: Наука, 1964.
Гихман И. И., Скороход А. В. Введение в теорию случайных процессов. — М., 1965.
Гихман И. И., Скороход А. В. Стохастические дифференциальные уравнения. — К.: Наукова думка, 1968.
Скороход А. В., Слободенюк Н. П. Предельные теоремы для случайных блужданий. — К.: Наукова думка, 1970.
Скороход А. В. Интегрирование в гильбертовом пространстве. — М.: Наука, 1975.
Гихман И. И., Скороход А. В. Теория случайных процессов. — М.: Наука, 1971. — Т. I. — 664 с.
Гихман И. И., Скороход А. В. Теория случайных процессов. — М.: Наука, 1973. — Т. II. — 640 с.
Гихман И. И., Скороход А. В. Теория случайных процессов. — М.: Наука, 1975. — Т. III. — 496 с.
Скороход А. В. Случайные линейные операторы. — К.: Наукова думка, 1978.
Гихман И. И., Скороход А. В., Ядренко М. И. Теория вероятностей и математическая статистика. — 2-е изд. — К.: Выща школа, 1988.

## Відгуки
Лист Євген Сенета із книжки «Анатолій Володимирович Скороход», Інститут математики НАН України, 2005 рік: « У 1966 році, коли я був аспірантом в Австралійському національному університеті в Канберрі, я отримав у подарунок від Девіда Вер-Джонса примірник книжки А. В. Скорохода (1964 р.) „Випадкові процеси з незалежними приростами“, і незабаром отримав від батьків моєї дружини як подарунок до мого 25-річчя книжку Гіхмана і Скорохода (1965 р.) „Вступ до теорії випадкових процесів“. Я був радий і гордий бачити в цих книжках посилання на мою першу мову, українську, бо в цей час ім'я Анатолія Володимировича було дуже відоме через „топологію Скорохода“. Зрештою я зміг придбати його підручники 1975 і 1990 років українською мовою і був у змозі використати видану раніше книжку „Елементи теорії ймовірностей і теорії випадкових процесів“, що мені допомагало у побудові власних лекцій. З першої зустрічі з роботою Анатолія Володимировича я був палким шанувальником його внеску в теорію ймовірностей і українську математику. Для мене було честю зустрітися з ним і обмінятися кількома словами на скандинавсько-українській конференції в Умео, Швеція.»
Професор Каліфорнійського університету В.С. Варадараджан: «Я добре пам'ятаю кінець 1950-х, коли я був аспірантом в Індійському статистичному інституті в Калькутті. Тоді в Москві почав виходити журнал з Теорії ймовірностей, і в одному з перших його випусків містилися статті Скорохода про D-простір і його топології. Це був дуже оригінальний внесок, який мав великий вплив на основи всієї теорії.»